# Voděrady u Kunštátu
Voděrady (deutsch Wodierad) ist eine Gemeinde in Tschechien. Sie liegt acht Kilometer westlich von Boskovice und gehört zum Okres Blansko.

## Geographie

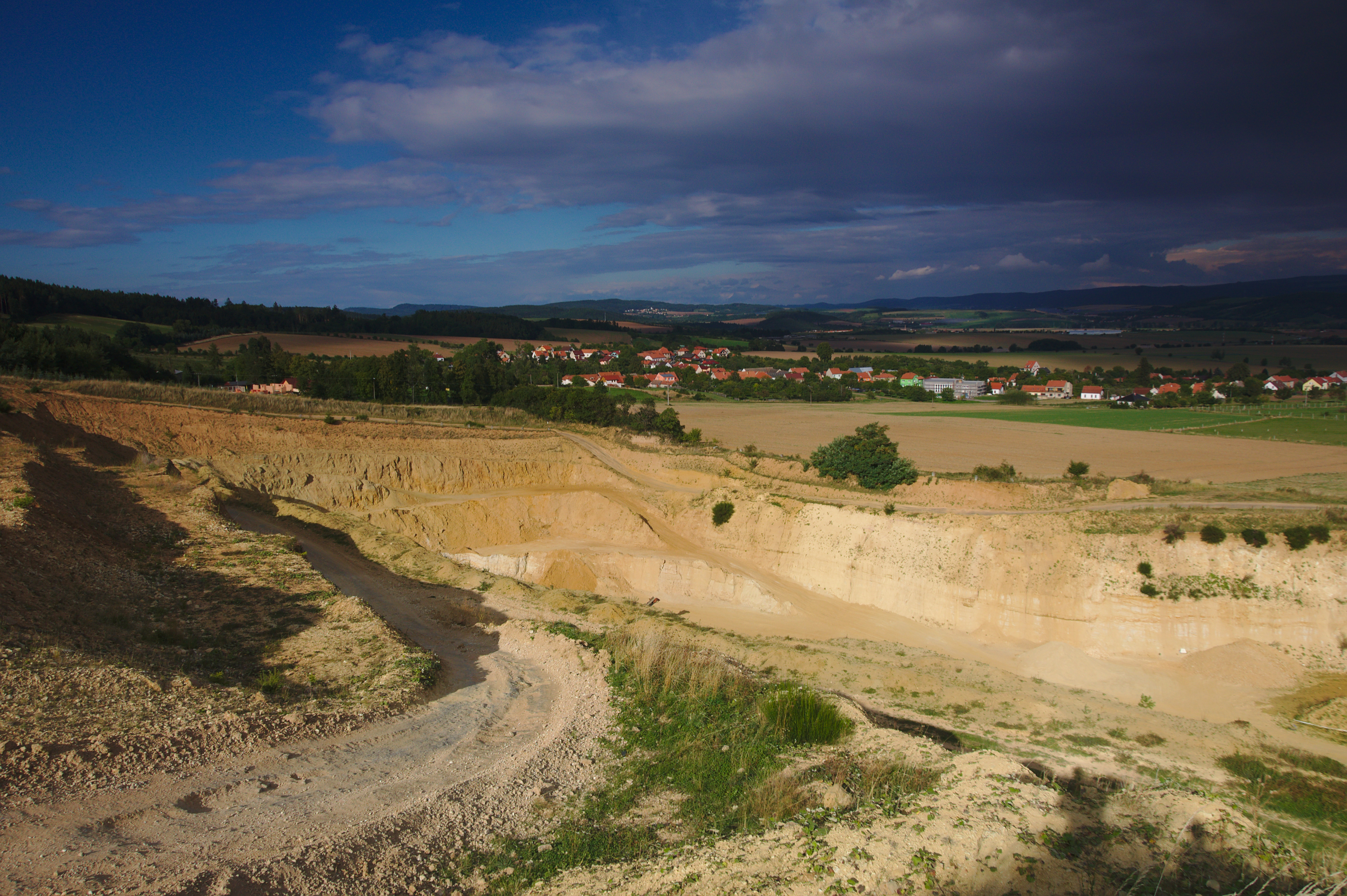
Ortsansicht Voděrady

Voděrady befindet sich am östlichen Fuße der Nedvědická vrchovina in der Boskowitzer Furche. Das Dorf liegt in der Quellmulde des Baches Výpustek. Westlich erhebt sich der Hůry (470 m) und im Nordwesten der Chlum (511 m). Östlich des Ortes befinden sich Dämme der unvollendeten Reichsautobahn Wien–Breslau, die von der Staatsstraße I/43/E461 gekreuzt werden.
Nachbarorte sind Újezd und Sebranice im Norden, Vaculka im Nordosten, Skalice nad Svitavou im Osten, Jabloňany und Krhov im Südosten, Pohodlí und Lysice im Süden, Drnovice im Südwesten, Zbraslavec im Westen sowie Víska, Sychotín Kunštát und Podchlumí im Nordwesten.

## Geschichte
Archäologische Funde belegen eine Besiedlung des Gemeindegebietes seit der Jungsteinzeit. Die erste schriftliche Erwähnung des Ortes erfolgte im Jahre 1281, als der Vladike Zbylut de Woderat in einer in Brünn ausgestellten Lehnsurkunde des Jeneč von Schönberg für seinen Bediensteten Hořina über zwei Huben Land und Wald bei Towěř als Zeuge auftrat. 1316 zeichnete Mikesch de Wodirad als Zeuge beim Verkauf von Paezendorf durch Bernard von Cimburg an Stanimír von Letovice. Die Ritter von Voděrady führten zu Beginn des 14. Jahrhunderts ein Wappen mit goldenen Halbmonden und grünem Pfauenfächer. Zwischen 1531 und 1549 wurden die Güter in Voděrady unter den umliegenden Herrschaften Černá Hora, Lysice und Kunštát aufgeteilt. Das älteste Ortssiegel stammt von 1696 und zeigt einen laufenden Widder. Im Jahre 1790 bestand das Dorf aus 58 Häusern und hatte 325 Einwohner. 1834 war Voděrady auf 72 Häuser angewachsen, in denen 398 Menschen lebten. Bis zur Mitte des 19. Jahrhunderts blieb Voděrady drei verschiedenen Herrschaften untertänig.
Nach der Ablösung der Patrimonialherrschaften wurden die drei Anteile von Voděrady 1850 zu einer Gemeinde in der Bezirkshauptmannschaft Boskovice vereint. Beim Ausbruch der Cholera starben im Jahre 1857 sieben Einwohner. 1872 wurde ein neues Schulhaus für einen zweiklassigen Schulbetrieb eingeweiht. 1890 hatte Voděrady 516 Einwohner, im Jahre 1900 waren es 566. Nach der Entdeckung einer Lagerstätte von Schamottton am Fuße des Hůry im Jahre 1908 wurden westlich des Dorfes zwei Tongruben betrieben. 1909 entstand ein neues dreiklassiges Schulgebäude. In den Jahren 1919 bis 1921 erfolgte der Bau der Straße von Drnovice nach Voděrady. 1921 hatte das Dorf 607 Einwohner. 1925 erfolgte der Bau der Einfamilienhaussiedlung Alej. An der Kuppe Kopaniny südwestlich des Dorfes wurde 1934 eine weitere Schamotttongrube aufgeschlossen. In den Jahren 1939 bis 1941 erfolgten östlich des Dorfes Bauarbeiten für die Reichsautobahn Wien-Breslau. Am 8. Mai 1945 wurde auf den Feldern an der Staatsstraße ein rumänisches Flugzeug abgeschossen, das den Rückzug der Wehrmacht beobachtete. Seit Beginn des Jahres 1961 gehört die Gemeinde zum Okres Blansko. 1973 entstand die Straße nach Sebranice. 1980 bestand das Dorf aus 154 Wohnhäusern und hatte 496 Einwohner. Seit 2001 führt die Gemeinde ein Wappen und Banner.

## Gemeindegliederung
Für die Gemeinde Voděrady sind keine Ortsteile ausgewiesen.

## Sehenswürdigkeiten
- Glockenturm
- Kreuz am Dorfplatz, errichtet 1857 zum Gedenken an die Choleraepidemie